# Denis Pascal
Denis Pascal est un pianiste et pédagogue français né à Albi le 1er décembre 1962.

## Biographie
Denis Pascal commence l'étude du piano à l'âge de onze ans à Albi, « grâce à la télévision ». Sept ans plus tard, il intègre le Conservatoire national supérieur de musique de Paris, y effectuant également un troisième cycle de perfectionnement. Lors de ses études en France, il aura été l'élève de Pierre Sancan, Jacques Rouvier et Léon Fleisher.
Après avoir réussi plusieurs concours internationaux, (Zürich, Concert Artist Guild de New-York, Lisbonne) Denis Pascal termine ses études à l'Université de l'Indiana, à Bloomington, sous l'égide du pianiste et pédagogue György Sebök (également professeur d'Hortense Cartier-Bresson, Marie-Paule Milone, Marietta Petkova). On peut imaginer que la vision harmonieuse de la musique associée à la pédagogie, mais aussi à un art de vivre en général, de György Sebök a eu une influence décisive sur le jeune Denis Pascal, puisque de nombreuses années plus tard celui-ci consacre des masterclasses à la mémoire et à la redécouverte par les jeunes générations de cette figure emblématique, non seulement à l'Académie de la Chaise-Dieu, mais également chaque année dans les Pyrénées lors du festival Piano-Pic.
Décisive également la rencontre avec le violoncelliste János Starker, partenaire de duo de György Sebok, qui se prend de sympathie pour le jeune pianiste français, et décide de l'emmener en tournée avec lui, lui permettant de profiter de son expérience et de son savoir-faire artistique hérité de la grande tradition de Bohême puisqu'il fut lui-même l'élève de Béla Bartok, Ernst von Dohnányi ou encore Leo Weiner.
Dès lors, la carrière de Denis Pascal est lancée. Il se produit à travers le monde entier, sillonnant les salles de concert.
Lorsqu'il conçoit ses programmes, Denis Pascal prend soin d'organiser la présentation des œuvres de façon à faire découvrir de nouvelles œuvres et de nouveaux compositeurs aux auditeurs, que ce soit en concert ou sur disques. Le disque consacré à l'œuvre pour piano de Jean Wiener, obtient 4 étoiles du Monde de la Musique et le Diapason d'Or en 2008, offrant une visibilité nouvelle à un compositeur peu connu du grand public. De même, l'enregistrement effectué aux côtés de Marie-Paule Milone, violoncelliste et chanteuse, des œuvres pour voix et piano de Joseph Marx, peut-il servir à faire découvrir l'art de ce compositeur. C'est pourquoi Denis Pascal est particulièrement intransigeant auprès de ses élèves pour les pousser à chercher un répertoire inhabituel et plus approprié à leur personnalité que les chevaux de bataille habituels des jeunes pourfendeurs de clavier.
Certains de ses enregistrements ont été salués par la presse musicale française ("Choc" du Monde de la Musique, Diapason d'Or  etc.).

## Enseignement
Professeur au conservatoire à rayonnement régional de Rueil-Malmaison durant de nombreuses années, et invité régulièrement à enseigner lors d'académies d'été, Denis Pascal est nommé professeur de piano au Conservatoire national supérieur de musique et de danse de Lyon en janvier 2010, succédant à Jean-Claude Pennetier et François-René Duchâble à la tête de l'ancienne classe de Géry Moutier, devenu lui-même directeur du conservatoire. En mars 2011, il devient professeur au Conservatoire national supérieur de musique et de danse de Paris.
Denis Pascal a formé une pléiade de jeunes pianistes, parmi lesquels Tristan Pfaff, Adam Laloum, Geoffroy Couteau , Emmanuelle Swiercz, Julien Gernay, Fanny Azzuro, Katherine Nikitine, Franck Laurent-Grandpré, Célimène Daudet, Suzana Bartal, Nathanaël Gouin, Steve Nicollet, mais aussi la contrebassiste Laurene Durantel.

## Partenaires
Parmi les partenaires artistiques de Denis Pascal, il est possible de recenser  les violoncellistes Marie-Paule Milone, Janos Starker, Antônio Meneses, le flûtiste Alain Marion, les violonistes Philippe Graffin, Éric Lacrouts, Svetlin Roussev, Marianne Piketty, Gérard Poulet, Diego Tosi, le pianiste Éric Le Sage, la comédienne Marie-Christine Barrault et l'orchestre Les Siècles sous la direction de François-Xavier Roth, les quatuors Diotima, Psophos, Parisi.

## Discographie
- Liszt, Rhapsodies hongroises intégrale (1999, 2CD Polymnie POL 150 107)[7] — « choc » du Monde de la Musique, « Recommandé » par Classica, prix de la Fondation Franz Liszt
- Debussy, Rêverie, Children's Corner, Images (septembre 2000, Polymnie) (OCLC 658939705)
- Beethoven, 8 sonates pour flûte et piano - Alain Marion, flûte (Traversière, 2000) — Diapason d'or
- Jacque-Dupont, Œuvres pour piano, Octuor (décembre 2002, Polymnie POL 580 322) (OCLC 659021729)
- Chopin, Concertos pour piano n° 1 et 2 - Sur piano Pleyel historique, avec l'orchestre Les Siècles, dir. François-Xavier Roth (2005, Polymnie) (OCLC 916885206)
- Wiéner, Musique pour piano (2007, Sisyphe) (OCLC 494814946) — Diapason d'or
- Chausson, Quelques danses, Concert, Poème, avec Gérard Poulet, violon et le Quatuor Benaïm (février 2005, Polymnie) (OCLC 742658617)
- Debussy, Images, Préludes (Eloquentia, 2008)
- Rachmaninov, Silent night, avec Marie-Paule Milone, violoncelle (Polymnie, 2010)
- Satie, Gymnopédies et Gnossiennes  (La Musica, 2022)